# 蘇述
苏述（1578年—？），字宗道、彭符，號绍尼，山东东昌府濮州军籍，明朝政治人物。

## 生平
萬曆三十四年（1606年）丙午科山东乡试第五十名举人，萬曆三十五年（1607年）聯捷丁未科进士，吏部观政，三十六年授河南襄城知县，四十年补尉氏知县，四十六年考选，泰昌元年授浙江道御史，天启元年陕西巡茶，三年养病。

## 家族
曾祖蘇保家。祖父蘇桨。從叔苏光泰，官河南按察使、布政使。父苏重光，字奕卿，府学生，累赠监察御史。母彭氏，赠孺人。重庆下。弟蘇遜。